# Marta y Marilia
Marta y Marilia es el tercer álbum de estudio del grupo español Ella baila sola, editado por EMI-Odeon  el 22 de noviembre de  2000 en España e Hispanoamérica.

## Pistas
1. Claro que hace falta hablar - 3:12
2. Cómo repartimos los amigos - 3:11
3. Superviviente - 4:10
4. Sin confesarlo todo - 4:00
5. Ella baila sola - 3:30
6. La patera - 4:22
7. No está todo perdido - 3:20
8. Calor que dar - 4:10
9. Seguro que sí - 4:12
10. Sólo he perdido un minuto contigo - 4:00
11. Mal hotel - 4:11
12. Infinito - 4:44

- Datos: Q5574411